# 사마방
사마방(司馬芳, 司馬防, 149년 ~ 219년)은 중국 후한 말의 관료로, 자는 문예(文豫) 또는 건공(建公)이며 하내군 온현(溫縣, 지금의 허난성 원 현) 출신이다. 영천태수 사마준의 아들이자 사마의의 부친이다.

## 생애
낙양령(洛陽令)·경조윤·상서우승(尙書右丞)을 역임했으며, 말년에 기도위(騎都尉)로 전임되었다. 상서우승을 맡고 있을 때, 조조를 낙양북부위(洛陽北部尉)에 추천한 것으로 유명하다.
사마방은 정직하였고 공정하였으며, 질박했지만 위엄을 갖추고 있었다. 평소에 《한서》〈명신열전(名臣列傳)〉을 좋아하여 수십만 번 낭송하였으며, 자기만의 삶의 방식을 고수하였기 때문에 저녁이 되면 문을 닫았다. 자식들이 성인이 되었을 때에도 나아가라는 명이 없으면 감히 나아가지 못하게 했고, 앉으라는 명이 없으면 앉지 못하게 했으며, 가르쳐 질문하지 않을 때는 말을 하지 않게 하였다. 이러한 그의 가르침을 받은 아들들은 '사마팔달'로 불리며 당대의 준재로 인정받았다.
사후 242년 봄, 조위로부터 무양성후(舞陽成侯)를 추증받았다.
265년, 증손 사마염이 사마진을 건국하자 무제조(武帝朝)의 칠묘에 배향되었으며 운손인 동진 목제가 361년 죽자 묘역이 철거되었다.
371년, 곤손인 동진 간문제가 즉위하자 다시 묘역이 복구되었으며 잉손인 동진 효무제가 죽자 묘역이 철거되었다.

## 사마팔달
사마팔달(司馬八達)은 재주가 뛰어난 사마의와 그의 형인 사마랑을 포함한 여덟 형제를 일컫는 말이다.
사세삼공을 지낸 명문가 원씨 가문과 후한 최고의 두 명문 가문의 양대산맥을 이뤘던 사마씨 집안은 이 여덞 형제를 배출하고 후에 후한의 상국후 대장군 사마의의 손자인 사마염이 진조를 창시하자 그 나라의 황족이 되는 큰 공적을 올리고 후에는 후기의 중국의 여러 통일 왕조들을 보필하여 중국 최고의 명사들과 명장들을 배출한 가문으로 즉각 올라가게 되었다. 또한 조위의 상국후 진왕 사마염이 건국한 서진이 팔왕의 난에 의해 어이 없게 멸망하자 사마씨 가문의 일부인 서진의 황족 사마예가 황하 이남으로 본거지를 옮긴 후 동진을 건국하여 사마씨 가문은 서진과 동진을 통틀어 진조의 황족이 된다.
다시 말하면 사마팔달은 위나라의 명사이자 명장인 사마의로 하여금 진조의 초석을 세우고 또 그의 손자인 사마염으로 하여금 서진을 세우고 그 다음 그 나라가 어이 없게 망하자 서진의 황족인 사마예가 황하 이남의 땅을 빌려 동진을 건국하게한 중국 최고의 황실 가문이자 중국 역사상 제일 많은 명장과 명사를 배출한 명문 가문이 되었고 한조에서도 사세삼공 원씨 가문을 재치고 그 왕조 최고의 명문 가문으로 성장하게 되었다.

### 명단
- 사마의
- 사마랑
- 사마부
- 사마규
- 사마순
- 사마진
- 사마통
- 사마민

## 같이 보기
- 삼국지 인물 목록